# Море Дюрвиля
Мо́ре Дюрви́ля — окраинное море тихоокеанского сектора Южного океана, между 136° и 148° восточной долготы. Омывает Землю Адели (Восточная Антарктида).

## Общие сведения
Южная часть моря находится в пределах материковой отмели с глубиной менее 500 м, северная — с глубиной до 3610 м. Большую часть года покрыто дрейфующими льдами. Много айсбергов. Солёность 33,7—33,8 ‰. Открыто в 1914 году Австралийской антарктической экспедицией (1911—1914) под руководством Д. Моусона. Названо в честь Ж. Дюмон-Дюрвиля.